# Vérjniye Tuby
Vérjniye Tuby (del ruso: Верхние Тубы) es un posiólok del raión de Apsheronsk del krai de Krasnodar, en Rusia. Está situada en las vertientes septentrionales del Cáucaso Occidental, a orillas del río Psheja (poco antes de la desembocadura en él del Jajopse), afluente del Bélaya, que lo es del Kubán, 41 km al sur de Apsheronsk y 119 km al sureste de Krasnodar, la capital del krai. Tenía 60 habitantes en 2010
Pertenece al municipio Otdaliónnoye.